# Ibn Zura
Ibn Zur'a (943-1008) fut un médecin et un philosophe arabe chrétien.

## Biographie
Abu 'Ali 'Isa Ibn Zur'a est né en 943 à Bagdad dans une famille de chrétiens jacobites. Il a étudié les sciences, la médecine et la philosophie sous la direction de Yahya ibn Adi.
Également commerçant, et accusé de trafic avec Byzance, il est arrêté et jugé. Ses biens sont saisis et il meurt à Bagdad en 1008.
Voici ce que Al-Tawhidi dit de lui :
« Ibn Zur'a traduit élégamment et avec précision en arabe. Il se réfère beaucoup aux livres et reste fidèle aux chefs-d'œuvre de la philosophie (...) S'il ne s'était pas laissé prendre par le commerce et l'esprit de lucre, son talent eût été plus grand. Mais c'est un esprit dispersé que l'amour de ce bas-monde a rendu aveugle et sourd. »
Il a été identifié comme étant le "prêtre arabe" cité par Albert le Grand sous le nom d'Avenzoreth .